# Medaliści mistrzostw świata w snowboardzie
Medaliści mistrzostw świata w snowboardzie – zestawienie zawodników i zawodniczek, którzy zdobyli medale mistrzostw świata w snowboardzie.

## Mężczyźni

### Slalom równoległy
Zawody mistrzostw świata w slalomie równoległym mężczyzn rozgrywane są od pierwszej edycji imprezy, czyli od 1996 roku. W tej konkurencji najbardziej utytułowanym zawodnikiem jest Benjamin Karl, w dorobku którego znajdują się trzy złote medale i jeden srebrny.
| Rok i miejsce              |                   | Złoto              |                   | Srebro             |            | Brąz               | Źr.    |
| -------------------------- | ----------------- | ------------------ | ----------------- | ------------------ | ---------- | ------------------ | ------ |
| 1996, Lienz                | Włochy            | Ivo Rudiferia      | Niemcy            | Rainer Krug        | Austria    | Helmut Pramstaller | [ 1 ]  |
| 1997, San Candido          | Stany Zjednoczone | Mike Jacoby        | Włochy            | Elmar Messner      | Niemcy     | Bernd Kroschewski  | [ 2 ]  |
| 1999, Berchtesgaden        | Francja           | Nicolas Huet       | Francja           | Mathieu Bozzetto   | Austria    | Werner Ebenbauer   | [ 3 ]  |
| 2001, Madonna di Campiglio | Szwajcaria        | Gilles Jaquet      | Szwecja           | Daniel Biveson     | Austria    | Stefan Kaltschütz  | [ 4 ]  |
| 2003, Kreischberg          | Austria           | Siegfried Grabner  | Francja           | Mathieu Bozzetto   | Szwajcaria | Simon Schoch       | [ 5 ]  |
| 2005, Whistler             | Kanada            | Jasey-Jay Anderson | Francja           | Nicolas Huet       | Austria    | Siegfried Grabner  | [ 6 ]  |
| 2007, Arosa                | Szwajcaria        | Simon Schoch       | Szwajcaria        | Philipp Schoch     | Słowenia   | Rok Flander        | [ 7 ]  |
| 2009, Gangwon              | Austria           | Benjamin Karl      | Francja           | Sylvain Dufour     | Niemcy     | Patrick Bussler    | [ 8 ]  |
| 2011, La Molina            | Austria           | Benjamin Karl      | Szwajcaria        | Philipp Schoch     | Słowenia   | Rok Marguč         | [ 9 ]  |
| 2013, Stoneham             | Słowenia          | Rok Marguč         | Stany Zjednoczone | Justin Reiter      | Włochy     | Roland Fischnaller | [ 10 ] |
| 2015, Kreischberg          | Włochy            | Roland Fischnaller | Rosja             | Andriej Sobolew    | Słowenia   | Rok Marguč         | [ 11 ] |
| 2017, Sierra Nevada        | Austria           | Andreas Prommegger | Austria           | Benjamin Karl      | Rosja      | Andriej Sobolew    | [ 12 ] |
| 2019, Park City            | Rosja             | Dmitrij Łoginow    | Włochy            | Roland Fischnaller | Niemcy     | Stefan Baumeister  | [ 13 ] |
| 2021, Rogla                | Austria           | Benjamin Karl      | Austria           | Andreas Prommegger |            | Dmitrij Łoginow    | [ 14 ] |

### Gigant równoległy
Zawody mistrzostw świata w gigancie równoległym mężczyzn rozgrywane są od trzeciej edycji imprezy, czyli od 1999 roku. W tej konkurencji najbardziej utytułowanym zawodnikiem jest Benjamin Karl, w dorobku którego znajdują się dwa złote medale, jeden srebrny i jeden brązowy.
| Rok i miejsce              |          | Złoto               |            | Srebro             |                   | Brąz               | Źr.    |
| -------------------------- | -------- | ------------------- | ---------- | ------------------ | ----------------- | ------------------ | ------ |
| 1999, Berchtesgaden        | Szwecja  | Richard Richardsson | Austria    | Stefan Kaltschütz  | Austria           | Harald Walder      | [ 15 ] |
| 2001, Madonna di Campiglio | Francja  | Nicolas Huet        | Francja    | Mathieu Chiquet    | Stany Zjednoczone | Anton Pogue        | [ 16 ] |
| 2003, Kreischberg          | Słowenia | Dejan Košir         | Szwajcaria | Simon Schoch       | Francja           | Nicolas Huet       | [ 17 ] |
| 2005, Whistler             | Kanada   | Jasey-Jay Anderson  | Szwajcaria | Urs Eiselin        | Francja           | Nicolas Huet       | [ 18 ] |
| 2007, Arosa                | Słowenia | Rok Flander         | Szwajcaria | Philipp Schoch     | Szwajcaria        | Heinz Inniger      | [ 19 ] |
| 2009, Gangwon              | Kanada   | Jasey-Jay Anderson  | Francja    | Sylvain Dufour     | Kanada            | Matthew Morison    | [ 20 ] |
| 2011, La Molina            | Austria  | Benjamin Karl       | Słowenia   | Rok Marguč         | Włochy            | Roland Fischnaller | [ 21 ] |
| 2013, Stoneham             | Austria  | Benjamin Karl       | Włochy     | Roland Fischnaller | Rosja             | Vic Wild           | [ 22 ] |
| 2015, Kreischberg          | Rosja    | Andriej Sobolew     | Słowenia   | Žan Košir          | Austria           | Benjamin Karl      | [ 23 ] |
| 2017, Sierra Nevada        | Austria  | Andreas Prommegger  | Austria    | Benjamin Karl      | Szwajcaria        | Nevin Galmarini    | [ 24 ] |
| 2019, Park City            | Rosja    | Dmitrij Łoginow     | Słowenia   | Tim Mastnak        | Niemcy            | Stefan Baumeister  | [ 25 ] |
| 2021, Rogla                |          | Dmitrij Łoginow     | Włochy     | Roland Fischnaller |                   | Andriej Sobolew    | [ 26 ] |

### Half-pipe
Zawody mistrzostw świata w halfpipe’ie mężczyzn rozgrywane są od pierwszej edycji imprezy, czyli od 1996 roku. W tej konkurencji najbardziej utytułowanym zawodnikiem jest Scotty James, w dorobku którego znajdują się trzy złote medale i jeden srebrny.
| Rok i miejsce              |                   | Złoto               |                   | Srebro              |                   | Brąz                 | Źr.    |
| -------------------------- | ----------------- | ------------------- | ----------------- | ------------------- | ----------------- | -------------------- | ------ |
| 1996, Lienz                | Stany Zjednoczone | Ross Powers         | Stany Zjednoczone | Lael Gregory        | Stany Zjednoczone | Rob Kingwill         | [ 27 ] |
| 1997, San Candido          | Szwajcaria        | Fabien Rohrer       | Finlandia         | Markus Hurme        | Norwegia          | Roger Hjelmstadstuen | [ 28 ] |
| 1999, Berchtesgaden        | Stany Zjednoczone | Ricky Bower         | Szwecja           | Fredrik Sterner     | Finlandia         | Timo Aho             | [ 29 ] |
| 2001, Madonna di Campiglio | Norwegia          | Kim Christiansen    | Norwegia          | Daniel Franck       | Finlandia         | Markus Hurme         | [ 30 ] |
| 2003, Kreischberg          | Szwajcaria        | Markus Keller       | Szwecja           | Stefan Karlsson     | Stany Zjednoczone | Steven Fisher        | [ 31 ] |
| 2005, Whistler             | Kanada            | Antti Autti         | Kanada            | Justin Lamoureux    | Norwegia          | Kim Christiansen     | [ 32 ] |
| 2007, Arosa                | Francja           | Mathieu Crepel      | Japonia           | Kazuhiro Kokubo     | Kanada            | Brad Martin          | [ 33 ] |
| 2009, Gangwon              | Japonia           | Ryō Aono            | Kanada            | Jeff Batchelor      | Francja           | Mathieu Crepel       | [ 34 ] |
| 2011, La Molina            | Australia         | Nathan Johnstone    | Szwajcaria        | Iouri Podladtchikov | Finlandia         | Markus Malin         | [ 35 ] |
| 2013, Stoneham             | Szwajcaria        | Iouri Podladtchikov | Japonia           | Taku Hiraoka        | Finlandia         | Markus Malin         | [ 36 ] |
| 2015, Kreischberg          | Australia         | Scotty James        |                   | Zhang Yiwei         | Słowenia          | Tim-Kevin Ravnjak    | [ 37 ] |
| 2017, Sierra Nevada        | Australia         | Scotty James        | Szwajcaria        | Iouri Podladtchikov | Szwajcaria        | Patrick Burgener     | [ 38 ] |
| 2019, Park City            | Australia         | Scotty James        | Japonia           | Yūto Totsuka        | Szwajcaria        | Patrick Burgener     | [ 39 ] |
| 2021, Aspen                | Japonia           | Yūto Totsuka        | Australia         | Scotty James        | Szwajcaria        | Jan Scherrer         | [ 40 ] |

### Snowcross
Zawody mistrzostw świata w snowcrossie mężczyzn rozgrywane są od drugiej edycji imprezy, czyli od 1997 roku. W tej konkurencji najbardziej utytułowanym zawodnikiem jest Seth Wescott, w dorobku którego znajdują się: jeden złoty medal i trzy srebrne. Dwóch innych zawodników ma jednak w dorobku dwa złote medale: Xavier de Le Rue (plus jeden srebrny) oraz Alex Pullin (plus jeden brązowy medal).
| Rok i miejsce              |                   | Złoto               |                   | Srebro              |                   | Brąz               | Źr.    |
| -------------------------- | ----------------- | ------------------- | ----------------- | ------------------- | ----------------- | ------------------ | ------ |
| 1997, San Candido          | Austria           | Helmut Pramstaller  | Austria           | Klaus Sammer        | Szwecja           | Jakob Bergstedt    | [ 41 ] |
| 1999, Berchtesgaden        | Szwecja           | Henrik Jansson      | Szwecja           | Magnus Sterner      | Australia         | Zeke Steggall      | [ 42 ] |
| 2001, Madonna di Campiglio | Szwajcaria        | Guillaume Nantermod | Niemcy            | Markus Ebner        | Austria           | Alexander Maier    | [ 43 ] |
| 2003, Kreischberg          | Francja           | Xavier de Le Rue    | Stany Zjednoczone | Seth Wescott        | Kanada            | Drew Neilson       | [ 44 ] |
| 2005, Whistler             | Stany Zjednoczone | Seth Wescott        | Kanada            | François Boivin     | Stany Zjednoczone | Jayson Hale        | [ 45 ] |
| 2007, Arosa                | Francja           | Xavier de Le Rue    | Stany Zjednoczone | Seth Wescott        | Stany Zjednoczone | Nate Holland       | [ 46 ] |
| 2009, Gangwon              | Austria           | Markus Schairer     | Francja           | Xavier de Le Rue    | Stany Zjednoczone | Nick Baumgartner   | [ 47 ] |
| 2011, La Molina            | Australia         | Alex Pullin         | Stany Zjednoczone | Seth Wescott        | Stany Zjednoczone | Nate Holland       | [ 48 ] |
| 2013, Stoneham             | Australia         | Alex Pullin         | Austria           | Markus Schairer     | Norwegia          | Stian Sivertzen    | [ 49 ] |
| 2015, Kreischberg          | Włochy            | Luca Matteotti      | Kanada            | Kevin Hill          | Stany Zjednoczone | Nick Baumgartner   | [ 50 ] |
| 2017, Sierra Nevada        | Francja           | Pierre Vaultier     | Hiszpania         | Lucas Eguibar       | Australia         | Alex Pullin        | [ 51 ] |
| 2019, Solitude             | Stany Zjednoczone | Mick Dierdorff      | Austria           | Hanno Douschan      | Włochy            | Emanuel Perathoner | [ 52 ] |
| 2021, Idre                 | Hiszpania         | Lucas Eguibar       | Austria           | Alessandro Hämmerle | Kanada            | Éliot Grondin      | [ 53 ] |

### Slopestyle
Zawody mistrzostw świata w slopestyle’u mężczyzn rozgrywane są od dziewiątej edycji imprezy, czyli od 2011 roku. W tej konkurencji najbardziej utytułowanym zawodnikiem jest Seppe Smits, w dorobku którego znajdują się dwa złote medale.
| Rok i miejsce       |                   | Złoto            |            | Srebro            |                   | Brąz             | Źr.    |
| ------------------- | ----------------- | ---------------- | ---------- | ----------------- | ----------------- | ---------------- | ------ |
| 2011, La Molina     | Belgia            | Seppe Smits      | Szwecja    | Niklas Mattsson   | Finlandia         | Ville Paumola    | [ 54 ] |
| 2013, Stoneham      | Finlandia         | Roope Tonteri    | Kanada     | Mark McMorris     | Finlandia         | Janne Korpi      | [ 55 ] |
| 2015, Kreischberg   | Stany Zjednoczone | Ryan Stassel     | Finlandia  | Roope Tonteri     | Stany Zjednoczone | Kyle Mack        | [ 56 ] |
| 2017, Sierra Nevada | Belgia            | Seppe Smits      | Szwajcaria | Nicolas Huber     | Stany Zjednoczone | Chris Corning    | [ 57 ] |
| 2019, Park City     | Stany Zjednoczone | Chris Corning    | Kanada     | Mark McMorris     | Stany Zjednoczone | Judd Henkes      | [ 58 ] |
| 2021, Aspen         | Norwegia          | Marcus Kleveland | Kanada     | Sebastien Toutant | Finlandia         | Rene Rinnekangas | [ 59 ] |

### Big Air
Zawody mistrzostw świata w Big Air mężczyzn rozgrywane są od piątej edycji imprezy, czyli od 2003 roku. W tej konkurencji najbardziej utytułowanym zawodnikiem jest Seppe Smits, w dorobku którego znajdują się: jeden złoty, jeden srebrny i dwa brązowe medale. Najwięcej zwycięstw ma jednak Roope Tonteri, który zdobył dwa złote medale.
| Rok i miejsce       |                                                      | Złoto                                                |                                                      | Srebro                                               |                                                      | Brąz                                                 | Źr.    |
| ------------------- | ---------------------------------------------------- | ---------------------------------------------------- | ---------------------------------------------------- | ---------------------------------------------------- | ---------------------------------------------------- | ---------------------------------------------------- | ------ |
| 2003, Kreischberg   | Finlandia                                            | Risto Mattila                                        | Szwecja                                              | Simon Ax                                             | Finlandia                                            | Antti Autti                                          | [ 60 ] |
| 2005, Whistler      | Finlandia                                            | Antti Autti                                          | Słowenia                                             | Matevž Petek                                         | Szwecja                                              | Andreas Jakobsson                                    | [ 61 ] |
| 2007, Arosa         | Francja                                              | Mathieu Crepel                                       | Finlandia                                            | Antti Autti                                          | Finlandia                                            | Janne Korpi                                          | [ 62 ] |
| 2009, Gangwon       | Finlandia                                            | Markku Koski                                         | Belgia                                               | Seppe Smits                                          | Austria                                              | Stefan Gimpl                                         | [ 63 ] |
| 2011, La Molina     | Finlandia                                            | Petja Piiroinen                                      | Kanada                                               | Zachary Stone                                        | Belgia                                               | Seppe Smits                                          | [ 64 ] |
| 2013, Stoneham      | Finlandia                                            | Roope Tonteri                                        | Szwecja                                              | Niklas Mattsson                                      | Belgia                                               | Seppe Smits                                          | [ 65 ] |
| 2015, Kreischberg   | Finlandia                                            | Roope Tonteri                                        | Kanada                                               | Darcy Sharpe                                         | Stany Zjednoczone                                    | Kyle Mack                                            | [ 66 ] |
| 2017, Sierra Nevada | Belgia                                               | Seppe Smits                                          | Szwajcaria                                           | Nicolas Huber                                        | Stany Zjednoczone                                    | Chris Corning                                        | [ 67 ] |
| 2019, Park City     | Zawody odwołano z powodu intensywnych opadów śniegu. | Zawody odwołano z powodu intensywnych opadów śniegu. | Zawody odwołano z powodu intensywnych opadów śniegu. | Zawody odwołano z powodu intensywnych opadów śniegu. | Zawody odwołano z powodu intensywnych opadów śniegu. | Zawody odwołano z powodu intensywnych opadów śniegu. | [ 68 ] |
| 2021, Aspen         | Kanada                                               | Mark McMorris                                        | Kanada                                               | Maxence Parrot                                       | Norwegia                                             | Marcus Kleveland                                     | [ 69 ] |

### Gigant
Zawody mistrzostw świata w gigancie mężczyzn rozgrywane były od pierwszej edycji imprezy, czyli od 1996 roku do czwartej, w 2001 roku.
| Rok i miejsce              |                   | Złoto              |                   | Srebro           |                   | Brąz               | Źr.    |
| -------------------------- | ----------------- | ------------------ | ----------------- | ---------------- | ----------------- | ------------------ | ------ |
| 1996, Lienz                | Stany Zjednoczone | Jeff Greenwood     | Stany Zjednoczone | Mike Jacoby      | Austria           | Helmut Pramstaller | [ 70 ] |
| 1997, San Candido          | Włochy            | Thomas Prugger     | Stany Zjednoczone | Mike Jacoby      | Stany Zjednoczone | Ian Price          | [ 71 ] |
| 1999, Berchtesgaden        | Niemcy            | Markus Ebner       | Francja           | Maxence Idesheim | Austria           | Stefan Kaltschütz  | [ 72 ] |
| 2001, Madonna di Campiglio | Kanada            | Jasey-Jay Anderson | Słowenia          | Dejan Košir      | Włochy            | Walter Feichter    | [ 73 ] |

### Slalom
Zawody mistrzostw świata w slalomie mężczyzn rozegrano tylko podczas drugiej edycji imprezy, czyli w 1997 roku.
| Rok i miejsce     |        | Złoto             |        | Srebro          |                   | Brąz        | Źr.    |
| ----------------- | ------ | ----------------- | ------ | --------------- | ----------------- | ----------- | ------ |
| 1997, San Candido | Niemcy | Bernd Kroschewski | Niemcy | Dieter Moherndl | Stany Zjednoczone | Anton Pogue | [ 74 ] |

## Kobiety

### Slalom równoległy
Zawody mistrzostw świata w slalomie równoległym kobiet rozgrywane są od pierwszej edycji imprezy, czyli od 1996 roku. Dwie zawodniczki zdobyły po trzy medale: Karine Ruby i Isabelle Blanc, jednak tylko jedna zdobyła więcej niż jeden złoty – Marion Posch, która zwyciężała dwukrotnie.
| Rok i miejsce              |            | Złoto                       |            | Srebro                     |                   | Brąz                       | Źr.    |
| -------------------------- | ---------- | --------------------------- | ---------- | -------------------------- | ----------------- | -------------------------- | ------ |
| 1996, Lienz                | Włochy     | Marion Posch                | Holandia   | Marcella Boerma            | Stany Zjednoczone | Sondra van Ert             | [ 75 ] |
| 1997, San Candido          | Włochy     | Dagmar Mair unter der Eggen | Francja    | Karine Ruby                | Szwecja           | Marie Birkl                | [ 76 ] |
| 1999, Berchtesgaden        | Włochy     | Marion Posch                | Francja    | Isabelle Blanc             | Niemcy            | Sandra Farmand             | [ 77 ] |
| 2001, Madonna di Campiglio | Francja    | Karine Ruby                 | Francja    | Isabelle Blanc             | Austria           | Carmen Ranigler            | [ 78 ] |
| 2003, Kreischberg          | Francja    | Isabelle Blanc              | Francja    | Karine Ruby                | Szwecja           | Sara Fischer               | [ 79 ] |
| 2005, Whistler             | Szwajcaria | Daniela Meuli               | Austria    | Heidi Neururer             | Austria           | Doresia Krings             | [ 80 ] |
| 2007, Arosa                | Austria    | Heidi Neururer              | Austria    | Marion Kreiner             | Austria           | Doresia Krings             | [ 81 ] |
| 2009, Gangwon              | Szwajcaria | Fränzi Mägert-Kohli         | Austria    | Doris Günther              | Rosja             | Jekatierina Tudiegieszewa  | [ 82 ] |
| 2011, La Molina            | Norwegia   | Hilde-Katrine Engeli        | Holandia   | Nicolien Sauerbreij        | Austria           | Claudia Riegler            | [ 83 ] |
| 2013, Stoneham             | Rosja      | Jekatierina Tudiegieszewa   | Szwajcaria | Patrizia Kummer            | Niemcy            | Amelie Kober               | [ 84 ] |
| 2015, Kreischberg          | Czechy     | Ester Ledecká               | Austria    | Julia Dujmovits            | Austria           | Marion Kreiner             | [ 85 ] |
| 2017, Sierra Nevada        | Austria    | Daniela Ulbing              | Czechy     | Ester Ledecká              | Rosja             | Alona Zawarzina            | [ 86 ] |
| 2019, Park City            | Szwajcaria | Julie Zogg                  | Ukraina    | Annamari Dancza            | Niemcy            | Ramona Theresia Hofmeister | [ 87 ] |
| 2021, Rogla                |            | Sofija Nadyrszyna           | Niemcy     | Ramona Theresia Hofmeister | Niemcy            | Selina Jörg                | [ 88 ] |

### Gigant równoległy
Zawody mistrzostw świata w gigancie równoległym kobiet rozgrywane są od trzeciej edycji imprezy, czyli od 1999 roku. Kilka zawodniczek zdobył po dwa medale, w tym dwie dwukrotnie zwyciężały: Ursula Bruhin i Selina Jörg.
| Rok i miejsce              |            | Złoto                     |                   | Srebro              |            | Brąz                      | Źr.     |
| -------------------------- | ---------- | ------------------------- | ----------------- | ------------------- | ---------- | ------------------------- | ------- |
| 1999, Berchtesgaden        | Francja    | Isabelle Blanc            | Stany Zjednoczone | Rosey Fletcher      | Szwecja    | Åsa Windahl               | [ 89 ]  |
| 2001, Madonna di Campiglio | Szwajcaria | Ursula Bruhin             | Stany Zjednoczone | Rosey Fletcher      | Austria    | Manuela Riegler           | [ 90 ]  |
| 2003, Kreischberg          | Szwajcaria | Ursula Bruhin             | Francja           | Julie Pomagalski    | Niemcy     | Heidi Renoth              | [ 91 ]  |
| 2005, Whistler             | Austria    | Manuela Riegler           | Rosja             | Swietłana Bołdykowa | Austria    | Doresia Krings            | [ 92 ]  |
| 2007, Arosa                | Rosja      | Jekatierina Tudiegieszewa | Niemcy            | Amelie Kober        | Szwajcaria | Fränzi Mägert-Kohli       | [ 93 ]  |
| 2009, Gangwon              | Austria    | Marion Kreiner            | Austria           | Doris Günther       | Szwajcaria | Patrizia Kummer           | [ 94 ]  |
| 2011, La Molina            | Rosja      | Alona Zawarzina           | Austria           | Claudia Riegler     | Austria    | Doris Günther             | [ 95 ]  |
| 2013, Stoneham             | Niemcy     | Isabella Laböck           | Austria           | Julia Dujmovits     | Niemcy     | Amelie Kober              | [ 96 ]  |
| 2015, Kreischberg          | Austria    | Claudia Riegler           | Rosja             | Alona Zawarzina     | Japonia    | Tomoka Takeuchi           | [ 97 ]  |
| 2017, Sierra Nevada        | Czechy     | Ester Ledecká             | Szwajcaria        | Patrizia Kummer     | Rosja      | Jekatierina Tudiegieszewa | [ 98 ]  |
| 2019, Park City            | Niemcy     | Selina Jörg               | Rosja             | Natalja Sobolewa    | Szwajcaria | Ladina Jenny              | [ 99 ]  |
| 2021, Rogla                | Niemcy     | Selina Jörg               |                   | Sofija Nadyrszyna   | Austria    | Julia Dujmovits           | [ 100 ] |

### Half-pipe
Zawody mistrzostw świata w halfpipe’ie kobiet rozgrywane są od pierwszej edycji imprezy, czyli od 1996 roku. W tej konkurencji najbardziej utytułowaną zawodniczką jest Doriane Vidal, w dorobku której znajdują się trzy złote medale i jeden srebrny.
| Rok i miejsce              |                   | Złoto                 |                   | Srebro             |                   | Brąz               | Źr.     |
| -------------------------- | ----------------- | --------------------- | ----------------- | ------------------ | ----------------- | ------------------ | ------- |
| 1996, Lienz                | Holandia          | Carolien van Kilsdonk | Stany Zjednoczone | Annemarie Uliasz   | Stany Zjednoczone | Cammy Potter       | [ 101 ] |
| 1997, San Candido          | Szwajcaria        | Anita Schwaller       | Norwegia          | Christel Thoresen  | Niemcy            | Sabine Wehr-Hasler | [ 102 ] |
| 1999, Berchtesgaden        | Stany Zjednoczone | Kim Stacey            | Francja           | Doriane Vidal      | Szwecja           | Anna Hellman       | [ 103 ] |
| 2001, Madonna di Campiglio | Francja           | Doriane Vidal         | Norwegia          | Stine Brun Kjeldås | Finlandia         | Sari Grönholm      | [ 104 ] |
| 2003, Kreischberg          | Francja           | Doriane Vidal         | Austria           | Nicola Pederzolli  | Szwajcaria        | Fabienne Reuteler  | [ 105 ] |
| 2005, Whistler             | Francja           | Doriane Vidal         | Szwajcaria        | Manuela Pesko      | Stany Zjednoczone | Hannah Teter       | [ 106 ] |
| 2007, Arosa                | Szwajcaria        | Manuela Pesko         | Japonia           | Sōko Yamaoka       | Polska            | Paulina Ligocka    | [ 107 ] |
| 2009, Gangwon              |                   | Liu Jiayu             | Australia         | Holly Crawford     | Polska            | Paulina Ligocka    | [ 108 ] |
| 2011, La Molina            | Australia         | Holly Crawford        | Szwajcaria        | Ursina Haller      |                   | Liu Jiayu          | [ 109 ] |
| 2013, Stoneham             | Stany Zjednoczone | Arielle Gold          | Australia         | Holly Crawford     | Francja           | Sophie Rodriguez   | [ 110 ] |
| 2015, Kreischberg          |                   | Cai Xuetong           | Hiszpania         | Queralt Castellet  | Francja           | Clémence Grimal    | [ 111 ] |
| 2017, Sierra Nevada        |                   | Cai Xuetong           | Japonia           | Haruna Matsumoto   | Francja           | Clémence Grimal    | [ 112 ] |
| 2019, Park City            | Stany Zjednoczone | Chloe Kim             |                   | Cai Xuetong        | Stany Zjednoczone | Maddie Mastro      | [ 39 ]  |
| 2021, Aspen                | Stany Zjednoczone | Chloe Kim             | Stany Zjednoczone | Maddie Mastro      | Hiszpania         | Queralt Castellet  | [ 113 ] |

### Snowcross
Zawody mistrzostw świata w snowcrossie kobiet rozgrywane są od drugiej edycji imprezy, czyli od 1997 roku. W tej konkurencji najbardziej utytułowaną zawodniczką jest Lindsey Jacobellis, w dorobku której znajduje się pięć złotych medali.
| Rok i miejsce              |                   | Złoto              |                 | Srebro              |            | Brąz                      | Źr.     |
| -------------------------- | ----------------- | ------------------ | --------------- | ------------------- | ---------- | ------------------------- | ------- |
| 1997, San Candido          | Francja           | Karine Ruby        | Austria         | Manuela Riegler     | Austria    | Maria Kirchgasser-Pichler | [ 114 ] |
| 1999, Berchtesgaden        | Francja           | Julie Pomagalski   | Rosja           | Marija Tichwinska   | Francja    | Olivia Guerry             | [ 115 ] |
| 2001, Madonna di Campiglio | Francja           | Karine Ruby        | Francja         | Emmanuelle Duboc    | Kanada     | Dominique Vallée          | [ 116 ] |
| 2003, Kreischberg          | Francja           | Karine Ruby        | Austria         | Ursula Fingerlos    | Francja    | Victoria Wicky            | [ 117 ] |
| 2005, Whistler             | Stany Zjednoczone | Lindsey Jacobellis | Francja         | Karine Ruby         | Kanada     | Maëlle Ricker             | [ 118 ] |
| 2007, Arosa                | Stany Zjednoczone | Lindsey Jacobellis | Szwajcaria      | Sandra Frei         | Norwegia   | Helene Olafsen            | [ 119 ] |
| 2009, Gangwon              | Norwegia          | Helene Olafsen     | Szwajcaria      | Olivia Nobs         | Szwajcaria | Mellie Francon            | [ 120 ] |
| 2011, La Molina            | Stany Zjednoczone | Lindsey Jacobellis | Francja         | Nelly Moenne-Loccoz | Kanada     | Dominique Maltais         | [ 121 ] |
| 2013, Stoneham             | Kanada            | Maëlle Ricker      | Kanada          | Dominique Maltais   | Norwegia   | Helene Olafsen            | [ 122 ] |
| 2015, Kreischberg          | Stany Zjednoczone | Lindsey Jacobellis | Francja         | Nelly Moenne-Loccoz | Włochy     | Michela Moioli            | [ 123 ] |
| 2017, Sierra Nevada        | Stany Zjednoczone | Lindsey Jacobellis | Francja         | Chloé Trespeuch     | Włochy     | Michela Moioli            | [ 124 ] |
| 2019, Solitude             | Czechy            | Eva Samková        | Wielka Brytania | Charlotte Bankes    | Włochy     | Michela Moioli            | [ 125 ] |
| 2021, Idre                 | Wielka Brytania   | Charlotte Bankes   | Włochy          | Michela Moioli      | Czechy     | Eva Samková               | [ 126 ] |

### Slopestyle
Zawody mistrzostw świata w slopestyle’u kobiet rozgrywane są od dziewiątej edycji imprezy, czyli od 2011 roku. W tej konkurencji najbardziej utytułowaną zawodniczką jest Zoi Sadowski-Synnott, w dorobku której znajdują się dwa złote medale i jeden srebrny.
| Rok i miejsce       |               | Złoto                |                   | Srebro               |                   | Brąz            | Źr.     |
| ------------------- | ------------- | -------------------- | ----------------- | -------------------- | ----------------- | --------------- | ------- |
| 2011, La Molina     | Finlandia     | Enni Rukajärvi       | Czechy            | Šárka Pančochová     | Nowa Zelandia     | Shelly Gotlieb  | [ 127 ] |
| 2013, Stoneham      | Kanada        | Spencer O’Brien      | Szwajcaria        | Sina Candrian        | Australia         | Torah Bright    | [ 128 ] |
| 2015, Kreischberg   | Japonia       | Miyabi Onitsuka      | Austria           | Anna Gasser          | Słowacja          | Klaudia Medlová | [ 129 ] |
| 2017, Sierra Nevada | Kanada        | Laurie Blouin        | Nowa Zelandia     | Zoi Sadowski-Synnott | Japonia           | Miyabi Onitsuka | [ 130 ] |
| 2019, Park City     | Nowa Zelandia | Zoi Sadowski-Synnott | Norwegia          | Silje Norendal       | Stany Zjednoczone | Jamie Anderson  | [ 131 ] |
| 2021, Aspen         | Nowa Zelandia | Zoi Sadowski-Synnott | Stany Zjednoczone | Jamie Anderson       | Australia         | Tess Coady      | [ 132 ] |

### Big air
Zawody mistrzostw świata w Big Air kobiet rozgrywane są od jedenastej edycji imprezy, czyli od 2015 roku.
| Rok i miejsce       |                                                      | Złoto                                                |                                                      | Srebro                                               |                                                      | Brąz                                                 | Źr.     |
| ------------------- | ---------------------------------------------------- | ---------------------------------------------------- | ---------------------------------------------------- | ---------------------------------------------------- | ---------------------------------------------------- | ---------------------------------------------------- | ------- |
| 2015, Kreischberg   | Szwajcaria                                           | Elena Könz                                           | Finlandia                                            | Merika Enne                                          | Szwajcaria                                           | Sina Candrian                                        | [ 133 ] |
| 2017, Sierra Nevada | Austria                                              | Anna Gasser                                          | Finlandia                                            | Enni Rukajärvi                                       | Norwegia                                             | Silje Norendal                                       | [ 134 ] |
| 2019, Park City     | Zawody odwołano z powodu intensywnych opadów śniegu. | Zawody odwołano z powodu intensywnych opadów śniegu. | Zawody odwołano z powodu intensywnych opadów śniegu. | Zawody odwołano z powodu intensywnych opadów śniegu. | Zawody odwołano z powodu intensywnych opadów śniegu. | Zawody odwołano z powodu intensywnych opadów śniegu. | [ 68 ]  |
| 2021, Aspen         | Kanada                                               | Laurie Blouin                                        | Nowa Zelandia                                        | Zoi Sadowski-Synnott                                 | Japonia                                              | Miyabi Onitsuka                                      | [ 135 ] |

### Gigant
Zawody mistrzostw świata w gigancie kobiet rozgrywane były od pierwszej edycji imprezy, czyli od 1996 roku do czwartej, w 2001 roku.
| Rok i miejsce              |                   | Złoto             |         | Srebro          |                   | Brąz                        | Źr.     |
| -------------------------- | ----------------- | ----------------- | ------- | --------------- | ----------------- | --------------------------- | ------- |
| 1996, Lienz                | Francja           | Karine Ruby       | Austria | Manuela Riegler | Stany Zjednoczone | Sondra van Ert              | [ 136 ] |
| 1997, San Candido          | Stany Zjednoczone | Sondra van Ert    | Francja | Karine Ruby     | Włochy            | Margherita Parini           | [ 137 ] |
| 1999, Berchtesgaden        | Włochy            | Margherita Parini | Włochy  | Lidia Trettel   | Stany Zjednoczone | Sondra van Ert              | [ 138 ] |
| 2001, Madonna di Campiglio | Francja           | Karine Ruby       | Francja | Isabelle Blanc  | Włochy            | Dagmar Mair unter der Eggen | [ 139 ] |

### Slalom
Zawody mistrzostw świata w slalomie kobiet rozegrano tylko podczas drugiej edycji imprezy, czyli w 1997 roku.
| Rok i miejsce     |        | Złoto        |        | Srebro                      |         | Brąz              | Źr.     |
| ----------------- | ------ | ------------ | ------ | --------------------------- | ------- | ----------------- | ------- |
| 1997, San Candido | Niemcy | Heidi Renoth | Włochy | Dagmar Mair unter der Eggen | Francja | Dorothée Fournier | [ 140 ] |

## Mieszane

### Snowcross drużynowy
W 2017 roku w ramach mistrzostw świata po raz pierwszy przeprowadzono zawody drużynowe w snowcrossie drużynowym, zarówno dla kobiet, jak i mężczyzn. Od 2019 roku w zawodach tej konkurencji startują zespoły złożone z jednej kobiety i jednego mężczyzny. Poniżej przedstawiono zbiorcze zestawienie wszystkich medalistów w tej konkurencji, począwszy od 2017 roku.
| Rok i miejsce                   | Złoto                                                 | Srebro                                    | Brąz                                                         | Źr.     |
| ------------------------------- | ----------------------------------------------------- | ----------------------------------------- | ------------------------------------------------------------ | ------- |
| 2017, Sierra Nevada (mężczyźni) | Stany Zjednoczone I Hagen Kearney Nick Baumgartner    | Hiszpania Regino Hernández Lucas Eguibar  | Kanada Kevin Hill Christopher Robanske                       | [ 141 ] |
| 2017, Sierra Nevada (kobiety)   | Francja I Nelly Moenne-Loccoz Chloé Trespeuch         | Francja II Manon Petit Charlotte Bankes   | Stany Zjednoczone Lindsey Jacobellis Faye Gulini             | [ 142 ] |
| 2019, Solitude                  | Stany Zjednoczone I Mick Dierdorff Lindsey Jacobellis | Włochy I Omar Visintin Michela Moioli     | Niemcy I Paul Berg Hanna Ihedioha                            | [ 143 ] |
| 2021, Idre                      | Australia I Belle Brockhoff Jarryd Hughes             | Włochy I Michela Moioli Lorenzo Sommariva | Francja II Julia Pereira de Sousa-Mabileau Léo Le Blé Jaques | [ 144 ] |